# Schleicher ASK 23

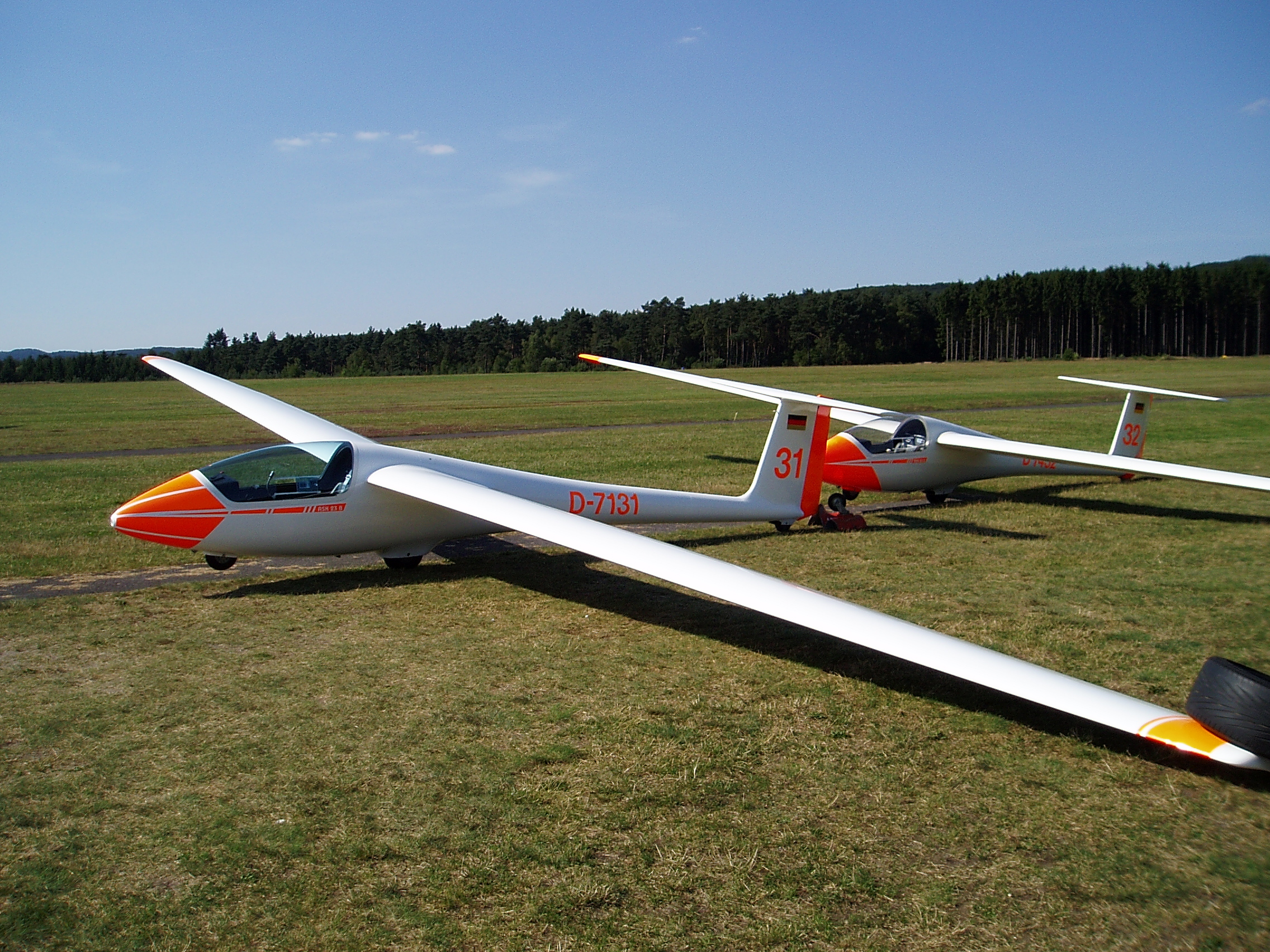
Zwei ASK-23, Oerlinghausen, 2008

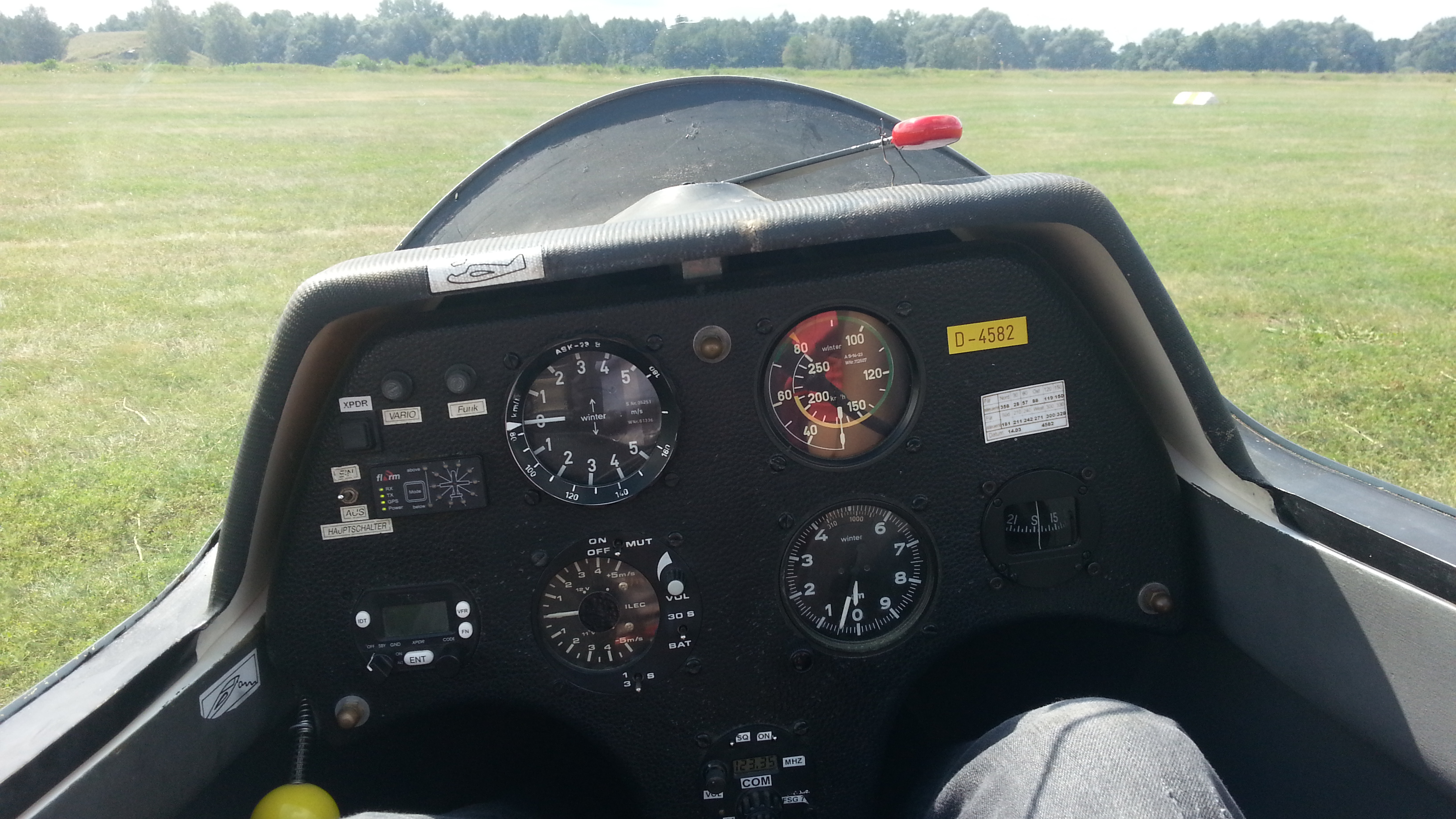
Instrumentenbrett der ASK 23B „D-4582“

Die Schleicher ASK 23 ist ein Segelflugzeug in GfK-Bauweise. Der Einsitzer zeichnet sich durch gutmütige Flugeigenschaften in Verbindung mit guten Langsamflug- und hervorragenden Schnellflugleistungen aus und wird daher als das ideale Flugzeug für B- und C-Schüler angesehen. Sie ist die letzte Konstruktion von Rudolf Kaiser und startete 1983 zum Erstflug. Sie entspricht den Vorschriften der FAI-Clubklasse. Es wurden bis 2001 insgesamt 51 Schleicher ASK 23 und 102 gewichtsreduzierte ASK 23B gebaut.

## Geschichte
Nach dem großen Erfolg des Schulungsdoppelsitzers ASK 21 stieg unter den Kunden der Firma Schleicher die Nachfrage nach einer einsitzigen Version für Flugschüler, die nach den ersten Alleinflügen auf einsitzige Segelflugzeuge umgeschult werden sollen. So ist die ASK 23 auch konstruiert. Das Cockpit ähnelt im Grundaufbau und in der Sitzposition sehr der ASK 21, auch die Flugeigenschaften sind ähnlich. Durch das geringere Gewicht ist die ASK 23 wendiger, außerdem trudelt sie besser als die ASK 21.

## Konstruktion
Die Schleicher ASK 23 ist ein in GfK-Bauweise gebautes Leistungssegelflugzeug der Clubklasse in Mitteldeckerausführung mit 15 m Spannweite und ohne Wölbklappen.
Der Laminarflügel aus GFK-Hartschaum-Sandwich und Roving-Holmen hat Wortmann-Profile, die Bremsklappen fahren nach oben aus. Quer- und Höhenruder sowie die Bremsklappen werden durch Stoßstangen angetrieben. Die Querruder und die Bremsklappen müssen bei Montage manuell angeschlossen werden.
Die Einsatzmöglichkeiten der ASK 23B reichen vom ersten Alleinflug her bis zu Wettbewerbsflügen.
Der GFK-Sandwichrumpf ist in Tubuskernbauweise mit einem geräumigen Sicherheitscockpit hergestellt. Das Cockpit verfügt über im Flug verstellbare Seitenruderpedale, eine verstellbare Rückenlehne mit angepasster Fallschirmauflage und seitliche Armlehnen.
Das gedämpfte Höhenruder ist in T-Leitwerksanordnung gebaut und verfügt über eine Federtrimmung.
Das Fahrwerk besteht aus starrem Bug- und Heckrad und einem Schleifsporn oder einem Spornrad unter dem Seitenruder. Die ASK 23 ist mit einer mechanischen Trommelbremse ausgestattet.
Während die ASK23 für VFR-Flug am Tag zugelassen ist, ist die ASK 23B noch für einfachen Kunstflug (Trudeln, Looping, Turn, Lazy Eight, Chandelle) und Wolkenflug zugelassen. Dies konnte durch eine Verringerung der maximalen Flugmasse und der maximalen Masse der nichttragenden Teile und durch vergrößerte Bremsklappen erreicht werden. Eine ASK 23 lässt sich mithilfe einer Technischen Mitteilung in eine ASK 23B umrüsten.

## Technische Daten

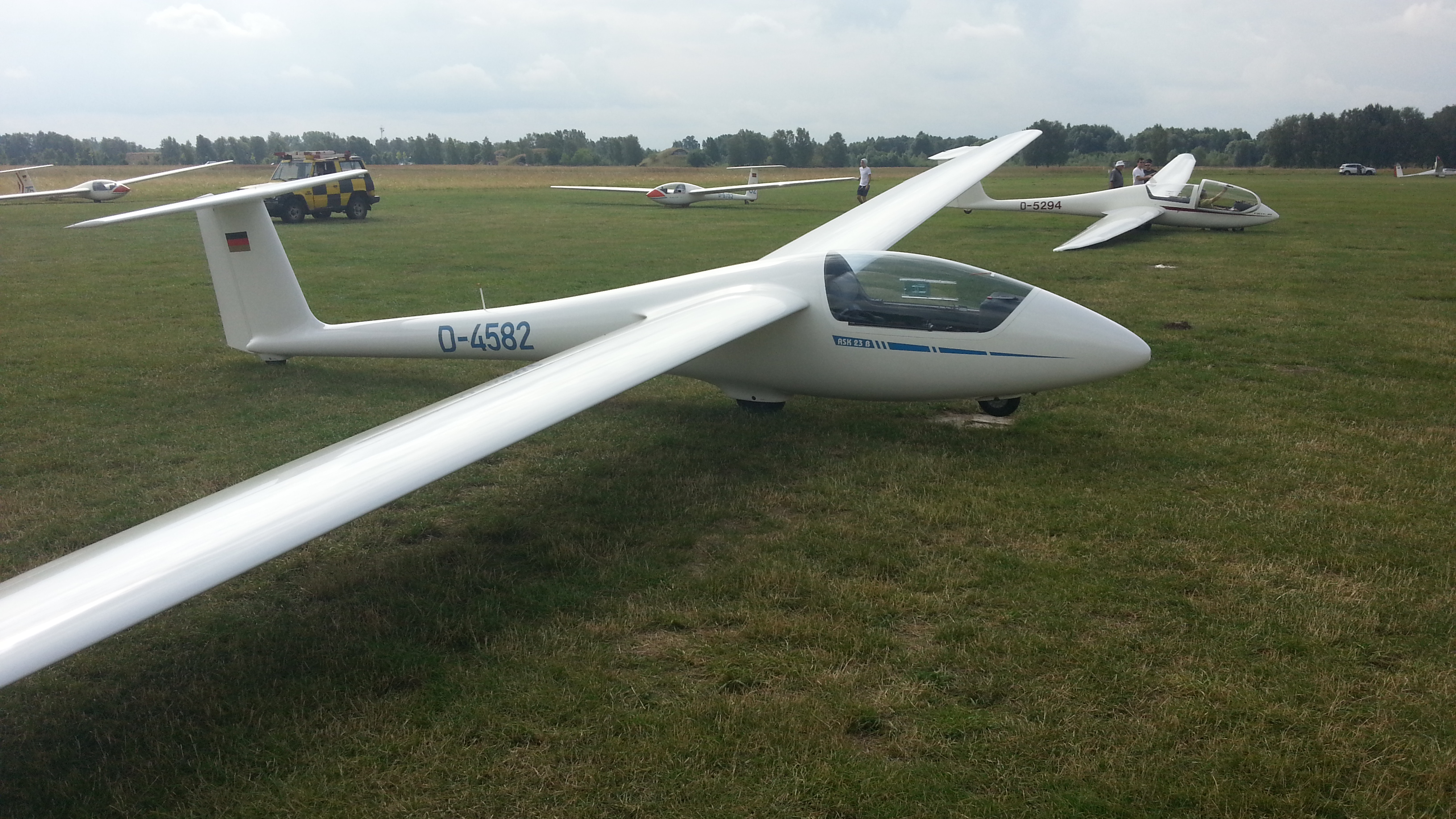
ASK 23B „D-4582“ auf dem Segelfluggelände Neuruppin

Werte in Klammern gelten für die Schleicher ASK 23, die restlichen für beide Versionen, bzw. die Schleicher ASK 23B.
| Kenngröße                                   | Daten                            |
| ------------------------------------------- | -------------------------------- |
| Spannweite                                  | 15 m                             |
| Flügelfläche                                | 12,9 m²                          |
| Flügelstreckung                             | 17,4                             |
| Rumpflänge                                  | 7,05 m                           |
| Rumpfhöhe am Cockpit                        | 0,92 m                           |
| Cockpitbreite                               | 0,65 m                           |
| Leitwerkshöhe                               | 1,12 m                           |
| Flügelprofil                                | Wortmann FX 61-168 und FX 60-126 |
| Leermasse mit Mindestausrüstung             | ca. 240 kg                       |
| max. Abflugmasse                            | 360 kg (380 kg)                  |
| max. Flächenbelastung                       | 27,9 kg/m²                       |
| Flächenbelastung bei 85 kg Zuladung         | 25,19 kg/m²                      |
| max. Zuladung Cockpit                       | 110 kg (120 kg)                  |
| Höchstgeschwindigkeit                       | 215 km/h                         |
| Höchstgeschwindigkeit bei starker Turbulenz | 145 km/h                         |
| Manövergeschwindigkeit                      | 145 km/h                         |
| Mindestgeschwindigkeit                      | 64 km/h                          |
| Höchstgeschwindigkeit im Flugzeugschlepp    | 145 km/h                         |
| Höchstgeschwindigkeit im Windenschleppstart | 125 km/h                         |
| Sturzflugbremsen ausfahren                  | bis 215 km/h                     |
| Geringstes Sinken                           | 0,66 m/s bei 74 km/h             |
| Gleitzahl                                   | 34 bei 90 km/h                   |